# Parità G
Nella fisica teorica, la parità G è un numero quantico moltiplicativo che risulta dalla generalizzazione della parità C per i multipletti di particelle.
La parità C si applica solo ai sistemi neutri; nei tripletti pionici, soltanto π0 ha parità C. D'altra parte, l'interazione forte non vede la carica elettrica, così non può distinguere tra π+, π0 e π−.

## Formalismo matematico
Possiamo generalizzare la parità C in modo da applicarla a tutti gli stati di carica di un dato multipletto: 
{\displaystyle {\mathcal {G}}{\begin{pmatrix}\pi ^{+}\\\pi ^{0}\\\pi ^{-}\end{pmatrix}}=\eta _{G}{\begin{pmatrix}\pi ^{+}\\\pi ^{0}\\\pi ^{-}\end{pmatrix}}}
dove ηG = ±1 sono autovalori (eigenvalues) di parità G il cui operatore è definito come
{\displaystyle {\mathcal {G}}={\mathcal {C}}\,e^{(i\pi I_{2})}}
dove {\displaystyle {\mathcal {C}}} è l'operatore di parità C e I2 è l'operatore associato al 2° componente del "vettore" di isospin.
La parità G è una combinazione di coniugazione di carica e una rotazione di π rad (180°) intorno al 2° asse dello spazio di isospin. Poiché la coniugazione di carica e l'isospin sono preservati dalle interazioni forti, così è per G. Le interazioni deboli ed elettromagnetiche, tuttavia, non sono invarianti sotto la parità G.
Dato che la parità G viene applicata su un intero multipletto, la coniugazione di carica deve vedere il multipletto come un'entità neutra. Perciò, soltanto i multipletti con una carica media di 0 sarebbero autostati di G, cioè:
{\displaystyle {\bar {Q}}={\bar {B}}={\bar {Y}}=0}
(vedi Q, B, Y).
In generale
{\displaystyle \eta _{G}=\eta _{C}\,(-1)^{I}}
dove ηC è un autostato di parità C e I è l'isospin.
Per i sistemi fermione-antifermione, abbiamo
{\displaystyle \eta _{G}=(-1)^{S+L+I}}.
dove S è lo spin totale e L il numero quantico del momento angolare orbitale totale.
Per i sistemi bosone–antibosone abbiamo 
{\displaystyle \eta _{G}=(-1)^{L+I}}.